# Yoshihiko Osaki
Yoshihiko Osaki, né le 27 février 1939 dans la préfecture d'Ishikawa et mort le 28 avril 2015, est un nageur japonais.
Il entre à l'International Swimming Hall of Fame en 2006.

## Palmarès aux Jeux olympiques
- Jeux olympiques d'été de 1960 à Rome 
  -  Médaille d'argent sur 200 m brasse.
  -  Médaille de bronze sur le 4x100 m 4 nages.